# Setge de Naqada
El setge de Naqada és una suposada batalla terrestre i naval entre les forces del rei Escorpí I i la mateixa Naqada, que havia patit una ofensiva conjunta de Tinis i Nekhen. Es creu que el conflicte va tenir lloc a la frontera més septentrional de Naqada, a mitjans del regnat d'Escorpí I o cap al 3270 aC.
En aquesta batalla, l'exèrcit tinita, liderat personalment pel faraó Escorpí I, que intentava conquerir finalment Naqada per terra i pel riu Nil, suposadament va derrotar l'exèrcit de Naqada. Gairebé tot el que es coneix sobre la batalla prové d'un gravat d'Escorpí I que es va descobrir durant l'estudi de la carretera del desert de Tebes.

## La batalla
El faraó Escorpí I va mobilitzar les seves forces al llarg del Nil, inicialment des de Tinis.
Es creu que el mateix rei Escorpí I es va unir al seu destacament principal i va marxar amb el seu exèrcit principal a través de les terres altes del desert, dirigint-se cap al sud-est: cap a Naqada, tal com suggereix el grafit que s'hi va descobrir. Això era per evitar un bloqueig a través del Nil o de l'interior que envolta el riu Nil, per al qual, per distreure l'enemic, havia enviat forces més petites, incloses forces navals.
El rei Escorpí I podria haver flanquejat l'exèrcit de Nubt en qüestió de dies i haver pres la ciutat. Es desconeix quan va passar, si abans o després de la batalla, però Escorpí I va matar Taure  personalment en combat singular.
Una confirmació addicional sobre l'existència d'aquest governant és la interpretació d'un dibuix rupestre descobert el 2003 al Gebel Tjauti, al desert a l'oest de Tebes. Aparentment, representa una campanya reeixida del rei Escorpí I contra Taure. Aquesta batalla possiblement va formar part de la concentració de poder a finals de la prehistòria egípcia: Escorpí I, operant des de Tinis, va conquerir el regne de Taure a la zona de Naqada.
El grifó que conservem dibuixat sembla ser  un enregistrament deliberat d'aquesta campanya militar, que recorda campanyes posteriors on la postura del rei Escorpí I també és similar a la del rei Narmer a la paleta de Narmer 200 anys més tard.

## Conseqüències
Després de l'èxit de la campanya i la millora de les relacions entre Tinis i Nekhen, Escorpí I va unificar l'Alt Egipte després de la derrota del rei de Naqada. La casa reial de Nekhen s'havia incorporat a la Casa de Tinis amb el rei Escorpí I al capdavant. La Corona blanca d'Egipte es convertiria aleshores en el símbol d'un Alt Egipte unit sota un sol governant.
L'egiptòleg Günter Dreyer va deduir l'existència del faraó Taure a partir d'incisions en una estàtua del déu Min, que va interpretar com a línia de successió. Sospitava que els aixovars funeraris, destinats al rei Escorpí I, provenien dels béns del domini estatal del rei Taure i, per tant, el símbol del toro es va originar a partir del nom d'aquest últim.